# A-League 2013-14
La Hyundai A-League 2013-14 fue la novena edición de la A-League, máxima categoría del fútbol de Australia y Nueva Zelanda. Comenzó el 10 de octubre de 2013, con el inicio de la fase regular, y finalizó el día 4 de mayo de 2014, con la disputa de la gran final.
El campeonato se compone de nueve clubes Australianos y un club de Nueva Zelanda el Wellington Phoenix, dentro de un único grupo, donde se enfrentan tres veces durante la temporada. Al final de la temporada regular los seis primeros avanzan a la fase final por el título. La liga trabaja con un sistema de franquicias a semejanza de la Major League Soccer, por lo que no se contemplan descensos al final de la temporada.
El club Central Coast Mariners es el defensor del título.

## Equipos participantes
| Club                     | Ciudad     | Estadio                  | Aforo         | Entrenador       |
| ------------------------ | ---------- | ------------------------ | ------------- | ---------------- |
| Adelaide United          | Adelaida   | Estadio Hindmarsh        | 17 000        | Josep Gombau     |
| Brisbane Roar            | Brisbane   | Estadio Suncorp          | 52 500        | Mike Mulvey      |
| Central Coast Mariners   | Gosford    | Estadio Central Coast    | 20 050        | Graham Arnold    |
| Melbourne Heart          | Melbourne  | AAMI Park                | 30 050        | John Aloisi      |
| Melbourne Victory        | Melbourne  | Estadio Etihad AAMI Park | 53 359 30 050 | Kevin Muscat     |
| Newcastle United Jets    | Newcastle  | Estadio Hunter           | 33 000        | Gary van Egmond  |
| Perth Glory              | Perth      | Estadio NIB              | 20 500        | Alistair Edwards |
| Sydney FC                | Sídney     | Estadio Allianz          | 45 500        | Frank Farina     |
| Wellington Phoenix       | Wellington | Estadio Westpac          | 36 000        | Ernie Merrick    |
| Western Sydney Wanderers | Sídney     | Estadio Pirtek           | 21 500        | Tony Popović     |

## Tabla de posiciones
| Pos | Equipo                   | PJ | PG | PE | PP | GF | GC | GA  | Pts |
| --- | ------------------------ | -- | -- | -- | -- | -- | -- | --- | --- |
| 1.  | Brisbane Roar            | 27 | 16 | 4  | 7  | 43 | 25 | +18 | 52  |
| 2.  | Western Sydney Wanderers | 27 | 11 | 9  | 7  | 34 | 29 | +5  | 42  |
| 3.  | Central Coast Mariners   | 27 | 12 | 6  | 9  | 33 | 36 | -3  | 42  |
| 4.  | Melbourne Victory        | 27 | 11 | 8  | 8  | 42 | 43 | -1  | 41  |
| 5.  | Sydney FC                | 27 | 12 | 3  | 12 | 40 | 38 | +2  | 39  |
| 6.  | Adelaide United          | 27 | 10 | 8  | 9  | 45 | 36 | +9  | 38  |
| 7.  | Newcastle United Jets    | 27 | 10 | 6  | 11 | 34 | 34 | 0   | 36  |
| 8.  | Perth Glory              | 27 | 7  | 7  | 13 | 28 | 37 | -9  | 28  |
| 9.  | Wellington Phoenix       | 27 | 7  | 7  | 13 | 36 | 53 | -17 | 28  |
| 10. | Melbourne Heart          | 27 | 6  | 8  | 13 | 36 | 42 | -6  | 26  |

* Leyenda: PJ: Partidos jugados; PG: Partidos ganados; PE: Partidos empatados; PP: Partidos perdidos; GF: Goles a favor; GC: Goles en contra; Dif: Diferencia de goles; Pts: Puntos.
     Clasificados a la Liga de Campeones de la AFC 2015 y a semifinales de la fase final.

     Clasificados a Primera ronda de la fase final.

## Fase final
|  | Primera ronda | Primera ronda          | Primera ronda       |                        |   | Semifinales | Semifinales | Semifinales |  |    | Gran Final    | Gran Final | Gran Final |  |
|  |               |                        |                     |                        |   |             |             |             |  |    |               |            |            |  |
|  |               |                        |                     |                        |   |             |             |             |  |    |               |            |            |  |
|  |               |                        |                     |                        |   |             |             |             |  |    |               |            |            |  |
|  |               |                        |                     |                        |   |             |             |             |  |    |               |            |            |  |
|  |               |                        |                     |                        |   |             |             |             |  |    |               |            |            |  |
|  |               | 1º                     | Brisbane Roar       | 1                      |   |             |             |             |  |    |               |            |            |  |
|  |               |                        |                     | 1                      |   |             |             |             |  |    |               |            |            |  |
|  |               |                        | 4º                  | Melbourne Victory      | 0 |             |             |             |  |    |               |            |            |  |
|  | 4º            | Melbourne Victory      | 4º                  | Melbourne Victory      | 0 | 2           |             |             |  |    |               |            |            |  |
|  | 4º            | Melbourne Victory      |                     |                        |   |             |             |             |  |    |               |            |            |  |
|  | 5º            | Sidney FC              | 1                   |                        |   |             |             |             |  |    |               |            |            |  |
|  | 5º            | Sidney FC              | 1                   |                        |   |             |             |             |  | 1º | Brisbane Roar | 2          |            |  |
|  |               |                        |                     |                        |   |             |             |             |  | 1º | Brisbane Roar | 2          |            |  |
|  |               |                        | 2º                  | W. Sydney Wanderers    | 1 |             |             |             |  |    |               |            |            |  |
|  |               |                        | 2º                  | W. Sydney Wanderers    | 1 |             |             |             |  |    |               |            |            |  |
|  |               |                        |                     |                        |   |             |             |             |  |    |               |            |            |  |
|  |               |                        |                     |                        |   |             |             |             |  |    |               |            |            |  |
|  |               | 2º                     | W. Sydney Wanderers | 2                      |   |             |             |             |  |    |               |            |            |  |
|  |               |                        |                     | 2                      |   |             |             |             |  |    |               |            |            |  |
|  |               |                        | 3º                  | Central Coast Mariners | 0 |             |             |             |  |    |               |            |            |  |
|  | 3º            | Central Coast Mariners | 3º                  | Central Coast Mariners | 0 | 1           |             |             |  |    |               |            |            |  |
|  | 3º            | Central Coast Mariners |                     |                        |   |             |             |             |  |    |               |            |            |  |
|  | 6º            | Adelaide United        | 0                   |                        |   |             |             |             |  |    |               |            |            |  |
|  | 6º            | Adelaide United        | 0                   |                        |   |             |             |             |  |    |               |            |            |  |
|  |               |                        |                     |                        |   |             |             |             |  |    |               |            |            |  |

### Primera ronda
| 18 de abril de 2014 | Melbourne Victory          | 2:1     | Sidney FC | Estadio Etihad, Melbourne       |                                 |
|                     | Thompson 19' · Finkler 92' | Reporte | Ryall 34' | Asistencia: 20.800 espectadores | Asistencia: 20.800 espectadores |

| 19 de abril de 2014 | Central Coast Mariners | 1:0     | Adelaide United | Estadio Central Coast, Gosforf |                                |
|                     | Ibini-Isei 67'         | Reporte |                 | Asistencia: 9.040 espectadores | Asistencia: 9.040 espectadores |

### Semifinales
| 26 de abril de 2014 | Western Sydney Wanderers | 2:0     | Central Coast Mariners | Estadio Parramatta, Sídney      |                                 |
|                     | Hersi 31' · La Rocca 81' | Reporte |                        | Asistencia: 19.210 espectadores | Asistencia: 19.210 espectadores |

| 27 de abril de 2014 | Brisbane Roar | 1:0     | Melbourne Victory | Estadio Suncorp, Brisbane       |                                 |
|                     | Berisha 54'   | Reporte |                   | Asistencia: 28.350 espectadores | Asistencia: 28.350 espectadores |

### Gran Final
| 4 de mayo de 2014 | Brisbane Roar               | 2:1 (a.e.t) | Western Sydney Wanderers | Estadio Suncorp, Brisbane       |                                 |
|                   | Berisha 86' · Henrique 108' | Reporte     | Špiranović 56'           | Asistencia: 51.153 espectadores | Asistencia: 51.153 espectadores |

| Australia                         |
| Campeón Brisbane Roar 3.er título |

## Máximos Goleadores
finalizada la temporada regular: 13 de abril de 2014
| Pos. | Jugador              | Club                     | Goles |
| ---- | -------------------- | ------------------------ | ----- |
| 1    | Adam Taggart         | Newcastle United Jets    | 16    |
| 2    | James Troisi         | Melbourne Victory        | 12    |
| 2    | David Williams       | Melbourne Heart          | 12    |
| 4    | Besart Berisha       | Brisbane Roar            | 11    |
| 5    | Alessandro Del Piero | Sydney FC                | 10    |
| 5    | Stein Huysegems      | Wellington Phoenix       | 10    |
| 7    | Fábio Ferreira       | Adelaide United          | 9     |
| 7    | Jerónimo Neumann     | Adelaide United          | 9     |
| 9    | Sergio Cirio         | Adelaide United          | 8     |
| 9    | Guilherme Finkler    | Melbourne Victory        | 8     |
| 9    | Tomi Juric           | Western Sydney Wanderers | 8     |
| 9    | Archie Thompson      | Melbourne Victory        | 8     |
|      |                      |                          |       |